# Preludiul Dunei
Preludiul Dunei este un preludiu sub forma unei trilogii, scris de Brian Herbert și Kevin J. Anderson, a cărui acțiune se petrece în universul Dune imaginat de Frank Herbert.
Seria precede evenimentele romanului original Dune, cărțile ei cunoscând un succes comercial care a ajutat ca universul Dune să fie prezentat unei noi generații de fani. Romanele își au obârșia în însemnările lăsate de Frank Herbert.
- Dune: Casa Atreides (1999)
- Dune: Casa Harkonnen (2000)
- Dune: Casa Corrino (2001)

## Continuitatea cu seriaDunea lui Frank Herbert
Cele trei romane din Preludiul Dunei oferă multe informații despre personajele care apar în romanele lui Frank Herbert.
- Paul Atreides este concepout, iar motivele pentru care Doamna Jessica alege să aibă un băiat în locul unei fete sunt explicate pe larg.
- Sunt revelate originile personalității sadice a lui Feyd-Rautha.
- Gurney Halleck capătă cicatricea.
- Apare Dr. Yueh și începe relația sa cu Casa Atreides și Casa Harkonnen.
- Apare Cucernica Maică Ramallo.
- Sunt explicate originile poreclei lui Glossu "Bestia" Rabban.
- Jessica este testată de către Cucernica Maică Mohiam într-un mod care amintește despre testarea lui Paul din prima carte a seriei. Însă, în timp ce Paul a experimentat doar senzația de durere, Jessica experimentează succes senzațiile de durere, plăcere și eternitate.